# René Smits (beeldhouwer)
René Guillaume Henri Smits (Antwerpen, 15 april 1925 – Kontich, 24 maart 2010) was een Belgisch beeldhouwer en graficus.

## Levensloop
René Smits volgde vanaf zijn twaalfde tekenlessen in Mortsel. Vervolgens leerde hij tekenen en grafiek aan de Koninklijke Academie voor Schone Kunsten (KASK) te Antwerpen. Boetseren, hout- en steenkappen volgde hij daar bij beeldhouwer Frans Claessens. Van 1943 tot 1950 was hij leerling op het atelier beeldhouwen aan het Nationaal Hoger Instituut (NHI) te Antwerpen. Aanvankelijk onder leiding van beeldhouwer Ernest Wijnants, later onder leiding van beeldhouwer Henri Puvrez.
In 1954 wordt Smits tekenleraar ‘portret- en figuurtekenen naar het leven’ aan de Koninklijke Academie voor Beeldende Kunsten van Mechelen, op uitnodiging van de directeur, kunstschilder Ernest Albert. Op verzoek van kunstschilder Karel Mechiels, directeur van de Stedelijke Academie te Sint-Niklaas, wordt Smits in 1964 aangesteld als docent beeldhouwen.
Van 1972 tot 1977 was René Smits voorzitter van de leraarsvereniging van de Academie van Mechelen. Hij was in dezelfde periode Lid van de commissie kunstonderwijs van de Vereniging van Steden en Gemeenten. In 1980 werd hij benoemd tot Rijksinspecteur artistieke vakken voor het secundair en hoger kunstonderwijs waar hij tot en met 1984 werkzaam bleef. Vanaf 1985 hervatte hij zijn artistieke carrière.
René Smits overleed in 2010 in zijn woning te Kontich.

## Exposities en werken (selectie)
- In 1950 wordt hij uitgenodigd door architect Léon Stynen op de eerste Middelheim Openluchttentoonstelling. Tot in 1974 zal René Smits telkens deelnemen aan de Internationale Middelheim Biënnales.
- Tussen 1960 en 1980 lieten heel wat prominenten zich portretteren in Smits' atelier, waaronder kunstenaars Staf van Elzen en Henri Puvrez, musici Jef Maes[4][5] en Eugène Traey, industriëlen Roger De Staercke en Baldewijn Steverlynck, en dokter Willem Zeylmans van Emmichoven.
- Een bekroning van zijn portretkunst zijn de kinderportretten van Prins Filip (in 1967)[6][7] en Prinses Astrid (in 1968), respectievelijk in opdracht van het Verbond der Belgische Nijverheid en van de Boelwerf in Temse.
- Kunstwerken van Rene Smits werden getoond in 140 tentoonstellingen in België, Nederland, Duitsland, Zwitserland, Italië, Rusland en de Verenigde Staten. Inbegrepen zijn 20 solo-exposities, waarvan na 1993 verscheidene retrospectieven.

### Werken in openbaar bezit
In openbaar bezit is werk van Smits te zien in het Antwerps Museum voor Vlaams Cultuurleven, het Stedelijk Museum te Mechelen, op de Onze-Lieve-Vrouwstraat te Sint Niklaas, aan de lichttoren van het Openluchttheater Rivierenhof.
Tekeningen en grafiek werden aangekocht door het prentenkabinet van het Museum Plantijn-Moretus te Antwerpen en van de Koning Albert 1 bibliotheek te Brussel.

## Onderscheidingen
- Tekenprijs "Schoon Antwerpen" door de Vlaamsche Toeristenbond (1942)
- Groote Prijs "Mevr. G. Born" voor beeldhouwkunst (1943)
- Theodoor Van Lerius Prijs (1945)
- Godecharles-Prijs (1948)
- Selectie Prijs Rombaux (1958)
- Coopalprijs voor Medaillekunst (1958)
- Selectie "Mostra Internationale d'Arte Grafica", Ancona, Italië (1968)

## Privé
René Smits huwde in 1954 met Caroline van Giel (1924-2003). Zij kregen twee kinderen.

## Varia
René Smits ging op zijn vijftigste nog viool studeren en behaalde in 1982 de regeringsmedaille aan het Conservatorium van Mechelen. Vervolgens speelde hij nog twintig jaar in kamermuziekverband, onder meer met pianist Eugène Traey.

## Publicaties
In 1985 publiceerde hij het boek Pleidooi voor het Kunstonderwijs. Daarin bundelde Smits zijn ervaring als kunstenaar, als leraar en als rijksinspecteur, weerspiegeld in zijn talrijke toespraken, openingsspeeches en brieven.